# Ambatomainty
Ambatomainty es una ciudad en la provincia de Mahajanga, Madagascar. Se encuentra a unos 220 kilómetros al noroeste de la capital Antananarivo.
Se sirve por el Aeropuerto de Ambatomainty. 
- Datos: Q2841936